# Rosana Pastor
Rosana Pastor Muñoz (Alboraya, 7 agosto 1960) è un'attrice e politica spagnola.

## Biografia
Conosciuta nel mondo per il ruolo di Blanca interpretato nel film di Ken Loach Terra e libertà, è stata in prevalenza attrice di televisione, ed è inoltre stata nominata al Premio Goya per la migliore attrice non protagonista nel 2002 per il suo ruolo nel film Giovanna la pazza.
Nel 2015 si candida nella circoscrizione di Valencia nelle liste di Podemos, risultando eletta come deputata delle Corti Generali.

## Filmografia parziale
- Le età di Lulù (Las edades de Lulù), regia di Bigas Luna (1990)
- Terra e libertà (Land and Freedom), regia di Ken Loach (1995)
- I.R.A. - Un gesto estremo (A Further Gesture), regia di Robert Dornhelm (1997)
- The Commissioner, regia di George Sluizer (1998)
- Leo, regia di José Luis Borau (2000)
- Giovanna la pazza (Juana la Loca), regia di Vicente Aranda (2001)
- La herida, regia di Fernando Franco (2013)
- Ferry 2, regia di Wannes Destoop (2024)

## Doppiatrici italiane
Nelle versioni in italiano delle opere in cui ha recitato, Rosana Pastor è stata doppiata da:
- Anna Rita Pasanisi in Giovanna la pazza
- Tiziana Avarista in Mano de Hierro
- Paila Pavese in Le età di Lulù